# Monte Soratte
Monte Soratte (łac. Soracte, hist. pol. Sorakte) – góra o wysokości 691 m n.p.m., położona we Włoszech, nad Tybrem, ok. 45 km na północ od Rzymu. Najbliższą miejscowością jest Sant’Oreste.
W starożytności ośrodek kultu Soranusa, a potem Apollina. Wczesnośredniowieczne legendy wiążą górę z postacią św. Sylwestra, który miał się tam ukrywać przed prześladowaniami zapoczątkowanymi przez cesarza Dioklecjana, oraz ze św. Orestesem. Na szczycie znajduje się kościół pod wezwaniem św. Sylwestra.